# 柚木亜里紗
柚木 亜里紗（ゆずき ありさ、1994年6月28日 - ）は、日本の女優、ローカルタレント。宮城県仙台市出身。かつて劇団ひまわりに所属していた。

## 来歴
常盤木学園高等学校卒業。2013年東北学院大学に入学。卒業後に上京。現在女優兼パフォーマーとして活動中。
ミヤテレスタジアム出演当時、平日は学業、主にクラシックバレエの教室で、土日はスポーツキャスターを兼任しているため、学校行事や習い事の都合により、番組出演を休む日があった。
趣味は家で映画やドラマを見ること。クラシックバレエの経験を持つ。また、随時、Instagramで近況を報告している。

## 出演作品

### テレビ番組
- ミヤテレスタジアム（ミヤギテレビ、2012年4月1日 - 2014年3月23日） - 番組アシスタント
- Dramatic Game 1844 楽天xオリックス（ミヤギテレビ・2012年9月2日） - 副音声（ミヤテレKスタジアム）ゲスト

- 孤独のグルメ Season5 第5 真夏の東北・宮城出張編 （2015年8月3日、テレビ東京）  - ニューこのり・ボランティア客5 役

### ラジオドラマ
- 迷走（NHK-FM、2015年1月24日）[4][5]

### 舞台
- Kajiki's Entertainment Show 2016（NY国連本部&オフブロードウェイ劇場  花と芸術の祭典〜花で繋ぐ平和の輪～ 2016年11月21日） - 主演（演出：宇治川まさなり、歌手：はやぶさ） - 国際親善女優 受賞
- 小公女セーラ 2018 - エレン 役